# DN6B
De DN6B (Drum Național 6B of Nationale weg 6B) is een weg in Roemenië. Hij loopt van Craiova via Melinești naar Hurezani. De weg is 57 kilometer lang.